# 582

## Decese
- 14 august: Tiberiu II Constantin, 41 ani, împărat bizantin (din 578), (n. 540)